# Nonant
Nonant és un municipi francès situat al departament de Calvados i a la regió de Normandia. L'any 2007 tenia 432 habitants.

## Demografia

### Població
El 2007 la població de fet de Nonant era de 432 persones. Hi havia 158 famílies de les quals 28 eren unipersonals (20 homes vivint sols i 8 dones vivint soles), 51 parelles sense fills, 67 parelles amb fills i 12 famílies monoparentals amb fills.
La població ha evolucionat segons el següent gràfic:
Habitants censats

### Habitatges
El 2007 hi havia 173 habitatges, 160 eren l'habitatge principal de la família, 4 eren segones residències i 10 estaven desocupats. 165 eren cases i 8 eren apartaments. Dels 160 habitatges principals, 139 estaven ocupats pels seus propietaris, 18 estaven llogats i ocupats pels llogaters i 3 estaven cedits a títol gratuït; 7 tenien dues cambres, 19 en tenien tres, 29 en tenien quatre i 106 en tenien cinc o més. 138 habitatges disposaven pel capbaix d'una plaça de pàrquing. A 54 habitatges hi havia un automòbil i a 98 n'hi havia dos o més.

### Piràmide de població
La piràmide de població per edats i sexe el 2009 era:
| Homes | Edats   | Dones |
| ----- | ------- | ----- |
| 0     | 95 o +  | 0     |
| 0     | 90 a 94 | 4     |
| 4     | 85 a 89 | 0     |
| 4     | 80 a 84 | 4     |
| 8     | 75 a 79 | 4     |
| 12    | 70 a 74 | 8     |
| 0     | 65 a 69 | 4     |
| 12    | 60 a 64 | 8     |
| 16    | 55 a 59 | 20    |
| 32    | 50 a 54 | 12    |
| 8     | 45 a 49 | 24    |
| 12    | 40 a 44 | 12    |
| 8     | 35 a 39 | 16    |
| 8     | 30 a 34 | 4     |
| 0     | 25 a 29 | 4     |
| 12    | 20 a 24 | 20    |
| 12    | 15 a 19 | 16    |
| 12    | 10 a 14 | 20    |
| 0     | 5 a 9   | 8     |
| 4     | 0 a 4   | 8     |

## Economia
El 2007 la població en edat de treballar era de 288 persones, 211 eren actives i 77 eren inactives. De les 211 persones actives 200 estaven ocupades (100 homes i 100 dones) i 11 estaven aturades (8 homes i 3 dones). De les 77 persones inactives 40 estaven jubilades, 25 estaven estudiant i 12 estaven classificades com a «altres inactius».

### Ingressos
El 2009 a Nonant hi havia 170 unitats fiscals que integraven 467 persones, la mediana anual d'ingressos fiscals per persona era de 18.776 €.

### Activitats econòmiques
Dels 19 establiments que hi havia el 2007, 1 era d'una empresa alimentària, 2 d'empreses de fabricació d'altres productes industrials, 5 d'empreses de construcció, 4 d'empreses de comerç i reparació d'automòbils, 1 d'una empresa de transport, 1 d'una empresa d'hostatgeria i restauració, 2 d'empreses de serveis, 2 d'entitats de l'administració pública i 1 d'una empresa classificada com a «altres activitats de serveis».
Dels 4 establiments de servei als particulars que hi havia el 2009, 1 era un taller de reparació d'automòbils i de material agrícola, 1 paleta, 1 fusteria i 1 lampisteria.
L'any 2000 a Nonant hi havia 12 explotacions agrícoles que ocupaven un total de 392 hectàrees.

## Equipaments sanitaris i escolars
El 2009 hi havia una escola elemental.

## Poblacions més properes
El següent diagrama mostra les poblacions més properes.